# Candace Crawford
Candace Crawford (Toronto, 11 de marzo de 1994) es una deportista canadiense que compitió en esquí alpino. Su hermano James compite en el mismo deporte.
Ganó una medalla de plata en el Campeonato Mundial de Esquí Alpino de 2015, en la prueba de equipo mixto. 

## Palmarés internacional
| Campeonato Mundial | Campeonato Mundial                 | Campeonato Mundial | Campeonato Mundial |
| Año                | Lugar                              | Medalla            | Prueba             |
| ------------------ | ---------------------------------- | ------------------ | ------------------ |
| 2015               | Vail/Beaver Creek (Estados Unidos) | Medalla de plata   | Equipo mixto       |